# QF 4,7-inch-Schiffsgeschütz Mk IX, XII
| QF 4,7 inch Mk IX, XII         |                                                                    |
| Mk-XII-Geschütz der HMAS Nizam |                                                                    |
| Kaliber:                       | 120 mm (4,7 inch)                                                  |
| Lauflänge:                     | 5,40 m (Kaliberlänge 45)                                           |
| Gewicht:                       | 3030 kg (Mk IX) 3295 kg (Mk XII) (ohne Munition)                   |
| Munitionsvorrat:               | 200 SAP + 50 HE + 50 Leuchtgranaten pro Geschütz (Tribal-Klasse)   |
| Gewicht der Granate:           | Geschoss und Treibladung getrennt                                  |
| Geschossgewicht:               | 22,68 kg (HE) 22,68 kg (SAP)                                       |
| Mündungsgeschwindigkeit:       | 808 m/s                                                            |
| Höhenrichtbereich:             | Minimum −10° Maximum +55° (je nach Lafette)                        |
| Reichweite:                    | Effektiv: 9600 m max. 15.000 m                                     |
| Drehgeschwindigkeit:           | 10°/s (je nach Lafette)                                            |
| Erhöhungsgeschwindigkeit:      | 10°/s (je nach Lafette)                                            |
| Feuergeschwindigkeit:          | 10–12 Schuss/min (CPXXII und CPXIX) 7–10 Schuss/min (alle anderen) |
| Antrieb                        | Hydraulikmotoren                                                   |

Das QF 4,7 inch (120 mm) in den Varianten Mk IX und Mk XII war ein britisches Schiffsgeschütz. Die Kaliberlänge betrug 45 (5,40 m). Das angegebene Kaliber von 4,7 Inch entspricht 119,4 mm. Wie bei allen britischen Geschützen dieses Kalibers betrug der genaue Wert 4,724 Inch (120 mm). Beide Versionen verwendeten zweiteilige Munition (Treibladung und Geschoss getrennt).

## Entwicklung
Ab 1916 war das QF 4,7-Zoll-(120-mm)-Geschütz die Standardwaffe der Royal Navy im mittleren Kaliberbereich und wurde hauptsächlich auf Zerstörern eingesetzt. Seine Einsatzmöglichkeiten in der Flugabwehr waren jedoch eingeschränkt, da es weder eine Lafette mit einem Höhenrichtbereich von mehr als 55° noch ein entsprechendes Feuerleitgerät gab. Zudem mussten die Zünder von Hand eingestellt werden. Auf Grund dieser Einschränkungen und der steigenden Notwendigkeit für eine schwerere Flugabwehrbewaffnung wurde es ab 1938 schrittweise durch das QF 4,5 Zoll L/45 abgelöst.

## Varianten
Das Mk IX wurde auf den meisten in den 1930er- und 1940er-Jahren gebauten Zerstörern der Royal Navy eingesetzt. Die Version Mk XII war für den Einbau in Zwillingstürme vorgesehen und geringfügig länger und schwerer, aber im Wesentlichen identisch. Daneben existierte noch eine Abart der Mk IX als Deckgeschütz für U-Boote, von der jedoch nur wenige Exemplare jemals eingesetzt wurde. Auch diese wurden noch vor dem Zweiten Weltkrieg durch das 4 inch/40 (10,2 cm) QF Mark IV, XII und XXII als Standardwaffe für U-Boote ersetzt.
Insgesamt wurden 742 Mk.-IX- und 372 Mk.-XII-Geschütze der verschiedenen Baumuster hergestellt.

## Lafetten
Die offene Konstruktion der Lafetten bot den Bedienungsmannschaften nur wenig Schutz gegen widriges Wetter, was sich hauptsächlich auf die Feuergeschwindigkeit auswirkte. Alle Einzellafetten wurden von Hand ausgerichtet, die Zwillingslafetten wurden von Hydraulikpumpen bewegt.

### CPXVI
Die Lafette CPXVI wurde für das Deckgeschütz auf U-Booten verwendet. Der Höhenrichtbereich der von Hand ausgerichteten Lafette deckte den Bereich von −10° bis +30° ab. Während der 1930er-Jahre wurden alle dort abgelöst. Vier Lafetten wurden zum Einsatz auf Zerstörern umgebaut und eine davon auf der Acasta eingesetzt.

### CPXXII
Die Einzellafette CPXXII war die modernste Lafettierung für die Mk. IX. Sie wies Verbesserungen am Lademechanismus auf, darunter eine federunterstützte Laderamme und einen verkürzten Rücklaufweg des Geschützes. Diese Veränderungen ermöglichten einen Höhenrichtbereich von −10° bis +55°, der allerdings zur Flugabwehr nicht ausreichend war und eine Feuerrate wie bei der CPXIX. Die Lafette wurde von Hand ausgerichtet und wog 11,77 t.

### CPXIX
Die Lafette CPXIX war für die Zwillingsmontage von Mk-XII-Geschützen vorgesehen. Sie war die erste motorangetriebene Lafette der Royal Navy, die speziell für den Einsatz auf Zerstörern entwickelt wurde. Der Höhenrichtbereich deckte den Bereich von −10° bis +40° ab und somit war ein Einsatz gegen Flugziele nicht möglich. Das Gewicht eines Zwillingsturms betrug 25,5 t. Als Antrieb dienten Hydraulikpumpen, die eine Richtgeschwindigkeit von 10°/s erlaubten.

## Verwendung
Die QF 4,7 inch löste die in den letzten Jahren des Ersten Weltkriegs eingeführte 4,7 inch (12 cm) BL Mark I ab, gegenüber der sie vor allem eine erhöhte Feuerrate aufwies.
(Aufzählung unvollständig)

### Modell Mk. IX
- Zerstörerklassen A bis I
- Zerstörerklasse O
- Zerstörerklassen Q bis W
- U-Boote Thames, Porpoise, Regent, Regulus, Rover

### Modell Mk. XII
Minenleger
- Abdiel-Klasse

Zerstörer
- Tribal-Klasse
- J-Klasse
- K-Klasse
- N-Klasse
- Corrientes-Klasse (Argentinien)